# Coelinidea lusakaensis
Coelinidea lusakaensis är en stekelart som först beskrevs av Fischer 2006.  Coelinidea lusakaensis ingår i släktet Coelinidea och familjen bracksteklar. Inga underarter finns listade i Catalogue of Life.